# Komórka efektorowa
Komórka efektorowa – komórka wytwarzająca przeciwciała lub wykazująca właściwości pomocnicze, supresorowe lub cytotoksyczne.